# Mentophilonthus vanellus
Mentophilonthus vanellus – gatunek chrząszcza z rodziny kusakowatych i podrodziny Staphylininae.
Gatunek ten został opisany w 2009 roku przez Lubomíra Hromádkę.
Kusak o ciele długości od 7 mm. Głowa czarna z żółtobrązowymi panewkami czułków, głaszczkami i brzegiem nadustka. Czułki brązowe ze brązowożółtymi członami pierwszym i częściowo drugim. Przedplecze kasztanowobrązowe; w każdym z jego rowków grzbietowych po trzy punkty. Pokrywy brązowopomarańczowe z ciemnobrązowym szwem, bardzo delikatnie punktowane. Odwłok kasztanowobrązowy z żółtobrązowymi tylnymi brzegami tergitów.
Chrząszcz afrotropikalny, znany wyłącznie z Demokratycznej Republiki Konga.